# 小行星3632
小行星3632（3632 Grachevka）是一颗绕太阳运转的小行星，为主小行星带小行星。该小行星于1976年9月24日发现。

## 轨道参数
小行星3632的轨道半长轴为2.7706274 UA，离心率为0.31。